# Phalangeroidea
Phalangeroidea este o suprafamilie de mamifere marsupiale care include familiile Burramyidae și Phalangeridae, precum și familiile extincte Ektopodontidae și Miralinidae. Acestea sunt în principal reprezentanți ai posumilor marsupiali.
Clasificare:
- Suprafamilia Phalangeroidea
  - Familia †Ektopodontidae:
    - Genul †Ektopodon
      - †Ektopodon serratus
      - †Ektopodon stirtoni
      - †Ektopodon ulta

  - Familia Burramyidae:
    - Genus Burramys
      - Burramys parvus

    - Genus Cercartetus
      - Cercartetus caudatus
      - Cercartetus concinnus
      - Cercartetus lepidus
      - Cercartetus nanus

  - Familia Phalangeridae:
    - Subfamilia Ailuropinae
      - Genul Ailurops
        - Ailurops melanotis
        - Ailurops ursinus

      - Genul Strigocuscus
        - Strigocuscus celebensis
        - Strigocuscus pelegensis

    - Subfamilia Phalangerinae
      - Tribul Phalangerini
        - Genul Phalanger
          - Phalanger alexandrae
          - Phalanger carmelitae
          - Phalanger gymnotis
          - Phalanger intercastellanus
          - Phalanger lullulae
          - Phalanger matabiru
          - Phalanger matanim
          - Phalanger mimicus
          - Phalanger orientalis
          - Phalanger ornatus
          - Phalanger rothschildi
          - Phalanger sericeus
          - Phalanger vestitus

        - Genul Spilocuscus
          - Spilocuscus kraemeri
          - Spilocuscus maculatus
          - Spilocuscus papuensis
          - Spilocuscus rufoniger
          - Spilocuscus wilsoni

      - Tribul Trichosurini
        - Genul Trichosurus
          - Trichosurus arnhemensis
          - Trichosurus caninus
          - Trichosurus cunninghami
          - Trichosurus johnstonii
          - Trichosurus vulpecula

        - Genul Wyulda
          - Wyulda squamicaudata